# Элва
Э́лва, также Э́льва (эст. Elva) — город в юго-восточной части Эстонии, в уезде Тартумаа. 
До административной реформы местных самоуправлений Эстонии 2017 года являлся самостоятельным городским муниципалитетом и не входил в состав какой-либо волости. После реформы вошёл в состав волости Элва.

## География и описание
Расположен на юго-западе уезда Тартумаа в среднем течении реки Элва, впадающей в Эмайыги. На территории города находятся два озера: Вереви и Арби. Недалеко от города расположено озеро Вийсъяагу.
В городе есть железнодорожная станция на линии Тарту — Валга.
Климат умеренный. Официальный язык — эстонский. Почтовые индексы: 61501—61510.

## Население
По данным переписи населения 2021 года, в Элва проживали 5645 человек, из них 5369 (95,1 %)  — эстонцы.
Согласно переписи населения 2011 года в городе насчитывалось 5607 жителей, из них 5343 (95,3 %) — эстонцы.
Численность населения города Элва:
| Год  | 1934 | 1959   | 1970   | 1979   | 1989   | 2000   | 2003   | 2011   | 2017   | 2019   | 2020   | 2021   |
| ---- | ---- | ------ | ------ | ------ | ------ | ------ | ------ | ------ | ------ | ------ | ------ | ------ |
| Чел. | 1745 | ↗ 4800 | ↗ 6365 | ↘ 6358 | ↘ 6325 | ↘ 6020 | ↘ 5914 | ↘ 5607 | ↗ 5669 | ↘ 5664 | ↘ 5655 | ↘ 5645 |

## История
Примерно в 1900 году упоминается железнодорожная станция Эльва. В конце XIX века вокруг неё возникло поселение, в 1923 году получившее статус городского посёлка.  
Права города Элва получил в 1938 году. В 1950–1962 годах Элва был центром Элваского района. 
Название населённого пункта произошло от реки Элва (в 1638 году упоминается как Helwejegge, Helwojegge, an der Helwantschen bäche, в 1826 году — Elbe, Elwa), которая в свою могла получить своё название от упомянутой в письменных источниках 1839 года деревни Elwa в Оденпеском приходе (в 1977 году, в период кампании по укрупнению деревень, объединена с деревней Ряби).

## Инфраструктура
Образование
В городе есть гимназия. Основана в 1913  году как министерская школа, с 1948 года — средняя школа; в 2002/2003 учебном году насчитывала 816 учеников). Работают 3 детских сада, музыкальная школа, городская библиотека, Центр культуры и досуга «Синилинд» («Sinilind»), Музей Тартумаа, дом-музей Леопольда Хансена, молодёжный центр и образовательный центр.
Здравоохранение
В городе работают больница, в которой также есть отделение по уходу за инвалидами и престарелыми, частная стоматологическая клиника, государственный детский дом. Действует дневной центр для пожилых людей. 
В ноябре 2012 года в больнице Элва открылся реабилитационный комплекс длительного пребывания (5 дней с трёхразовым питанием). С пациентами, не владеющими эстонским языком, до 2022 года персонал больницы мог беспроблемно общаться на русском языке.
Культура и спорт
Издаётся еженедельная городская газета «Elva Postipoiss». Есть тир, освещаемые дорожки для бега и лыжные трассы. Действует Элваский походный центр. Традиционные виды спорта в городе — биатлон, двоеборье, стрельба и велосипедный спорт.

## Известные жители

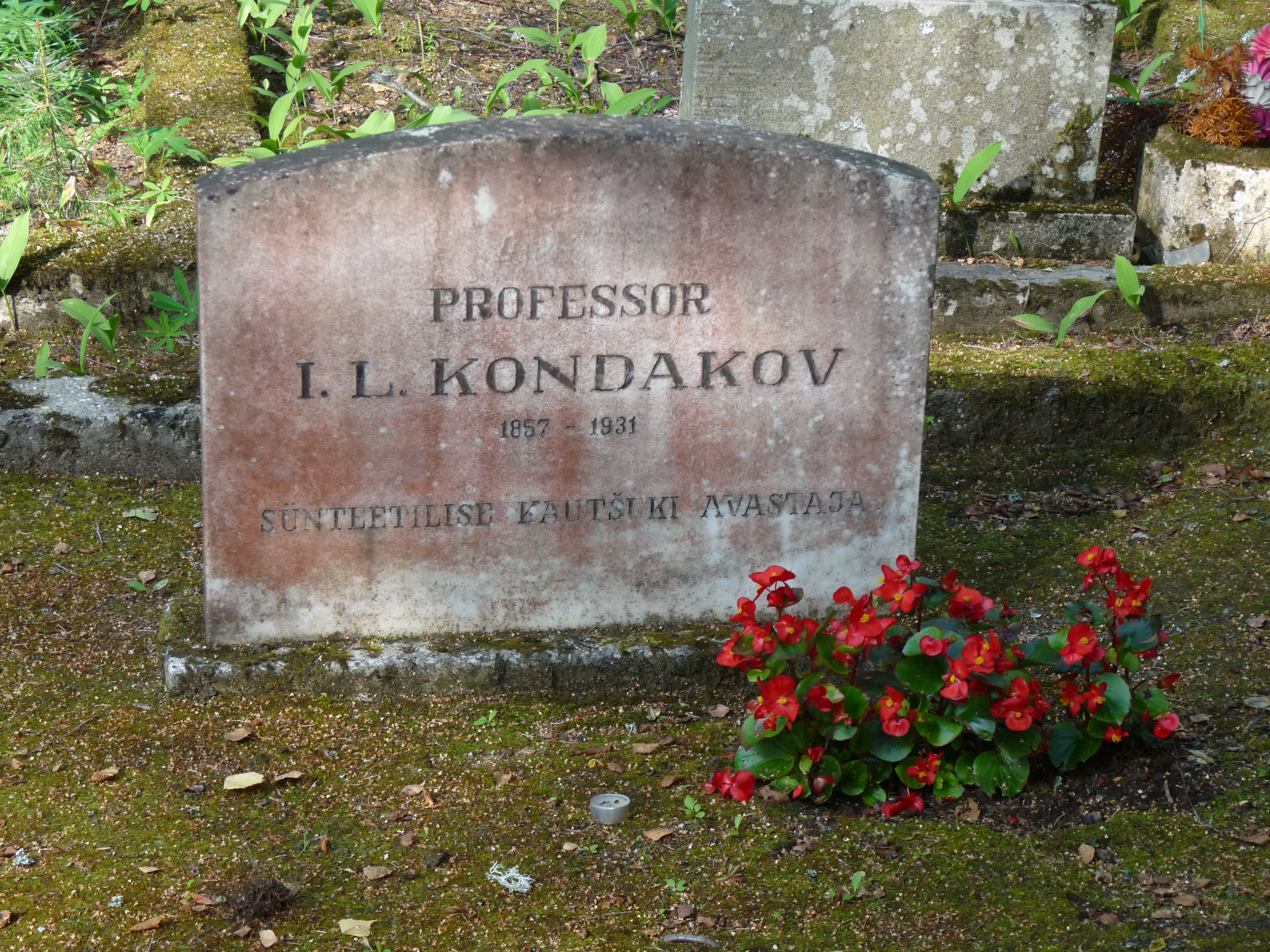
Могила Ивана Кондакова

- Каалеп, Айн — поэт, прозаик, драматург, переводчик, литературный критик, литературовед.
- Кондаков, Иван Лаврентьевич — русский учёный-химик.
- Кярнер, Яан Карлович — заслуженный писатель Эстонской ССР.
- Мяэметс, Айме Антоновна (1930—1996) — эстонский гидробиолог.
- Раудсепп, Хуго — писатель, драматург, политик.
- Хансен, Леопольд-Оттомар — театральный режиссёр и актёр, прозаик. Народный артист Эстонской ССР (1957). Первый почётный гражданин города Элва.

## Памятники архитектуры

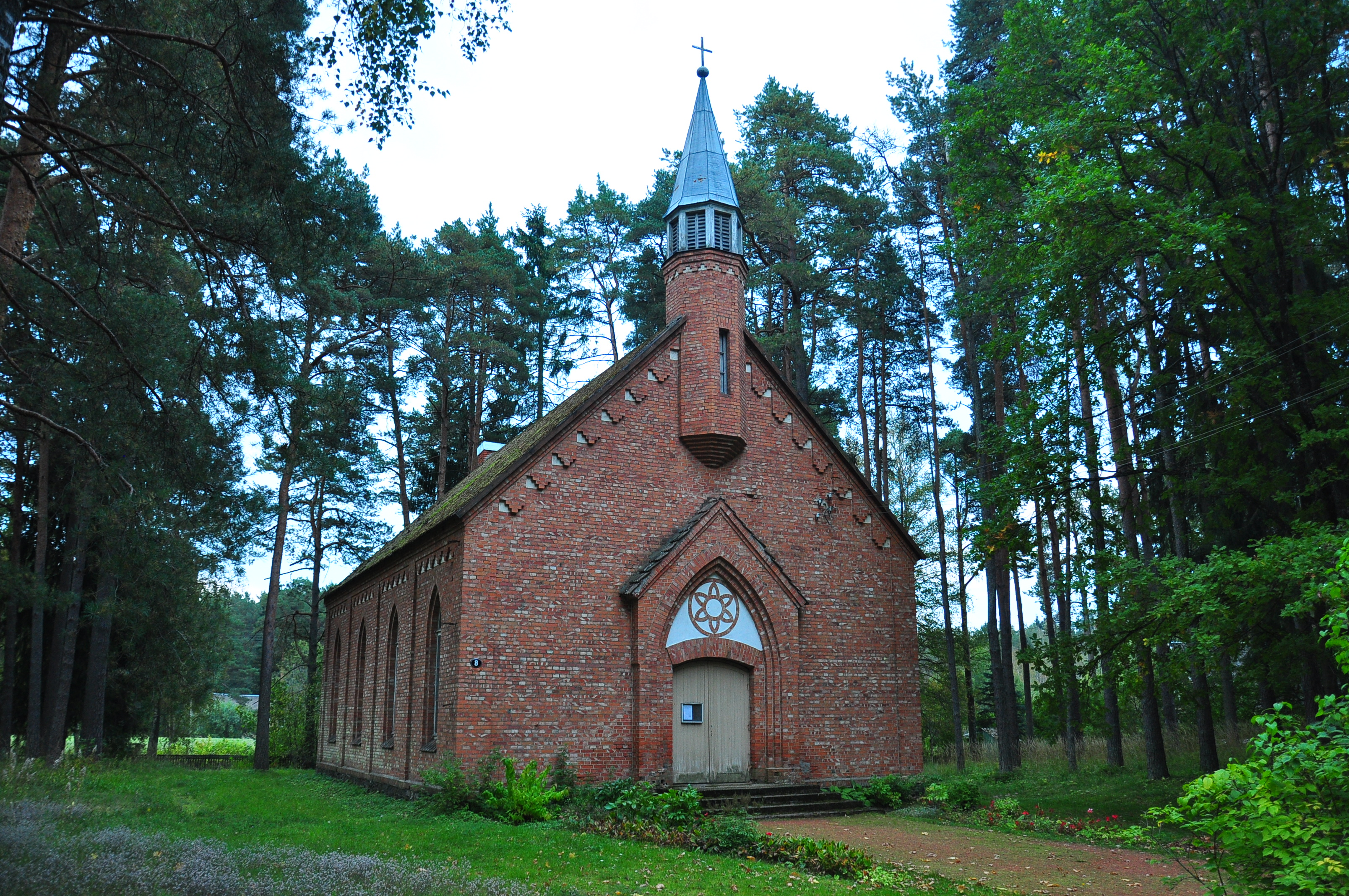
Церковь Элва
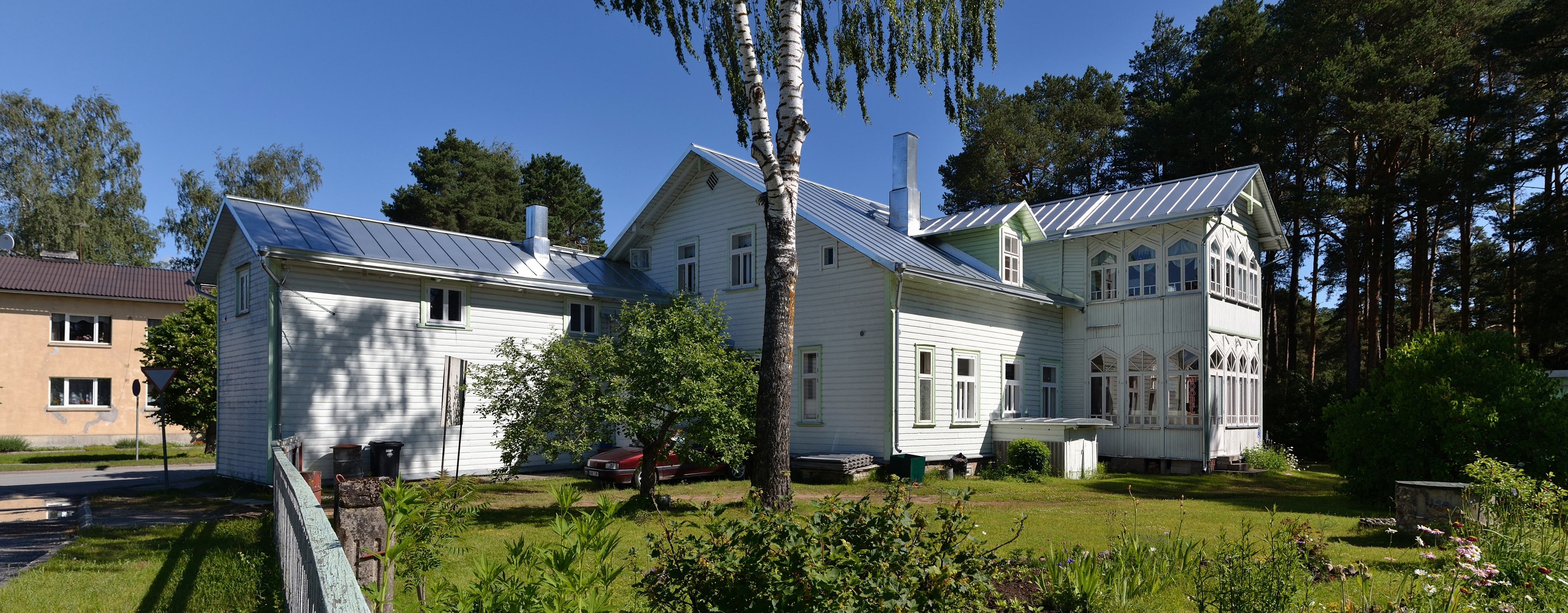
Аптека-жилой дом, улица Кеск 35
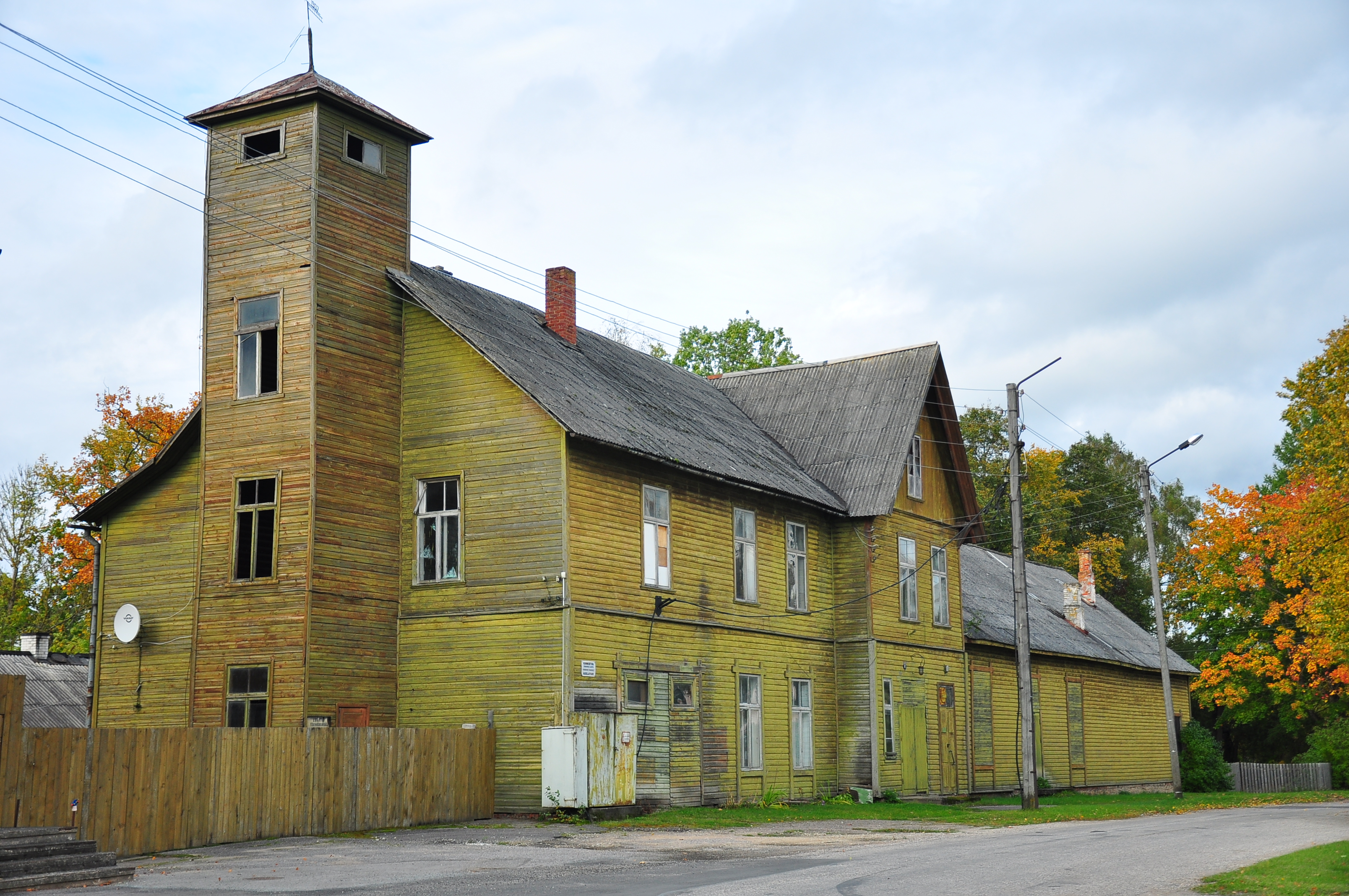
Пожарное депо (1907 год)
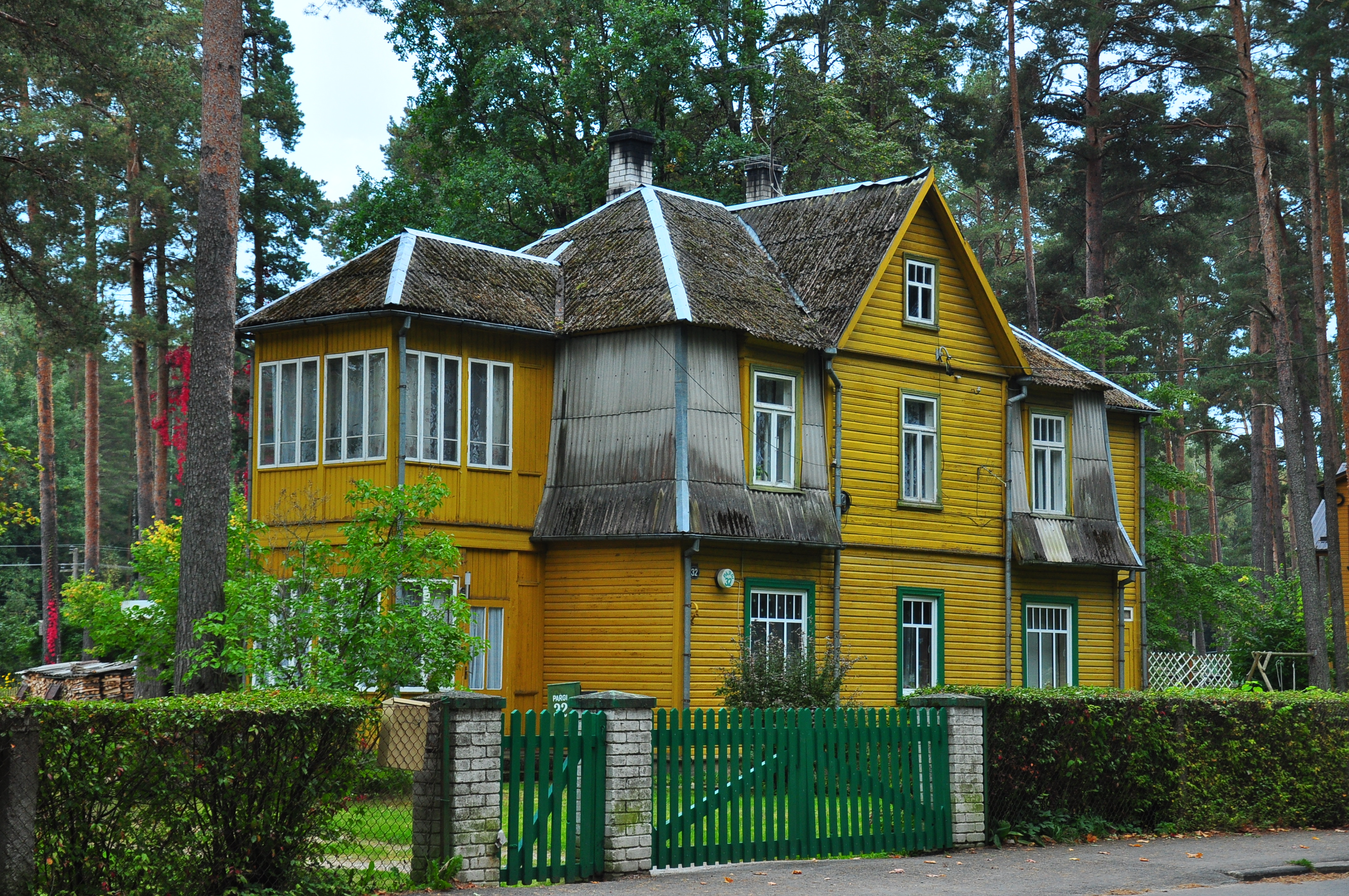
Жилой дом, улица Парги 32
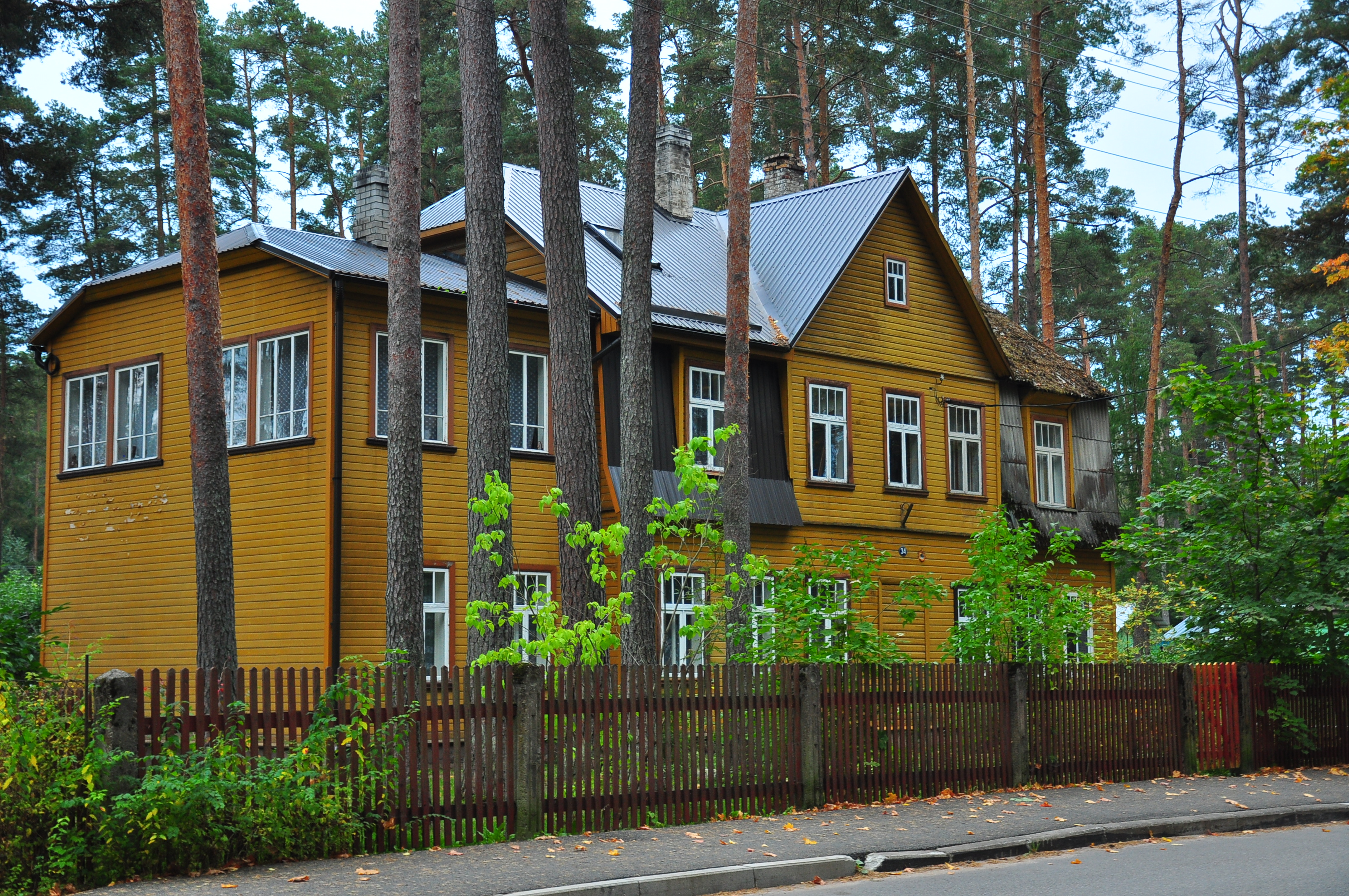
Жилой дом, улица Парги 34
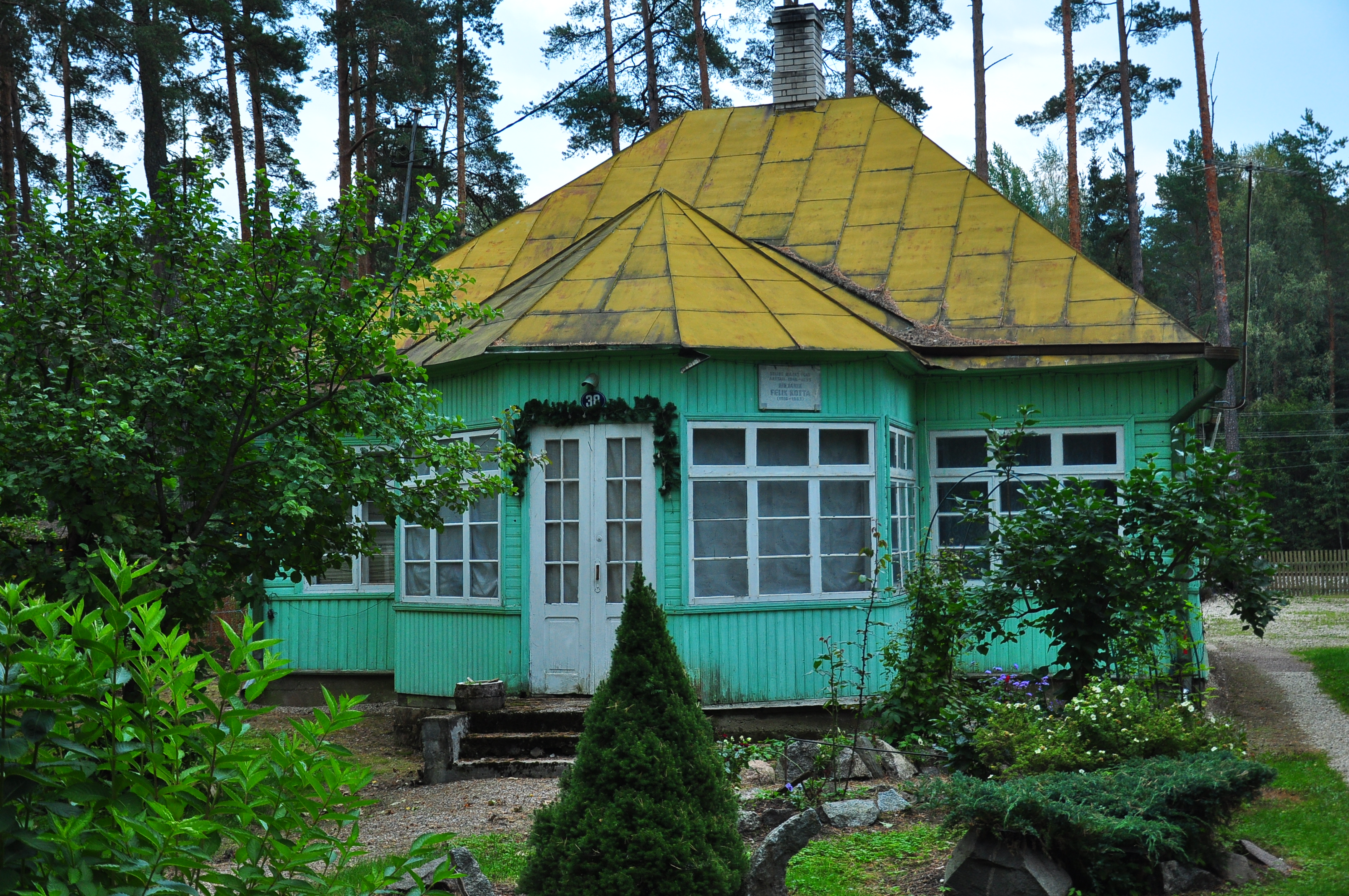
Жилой дом, улица Парги 38
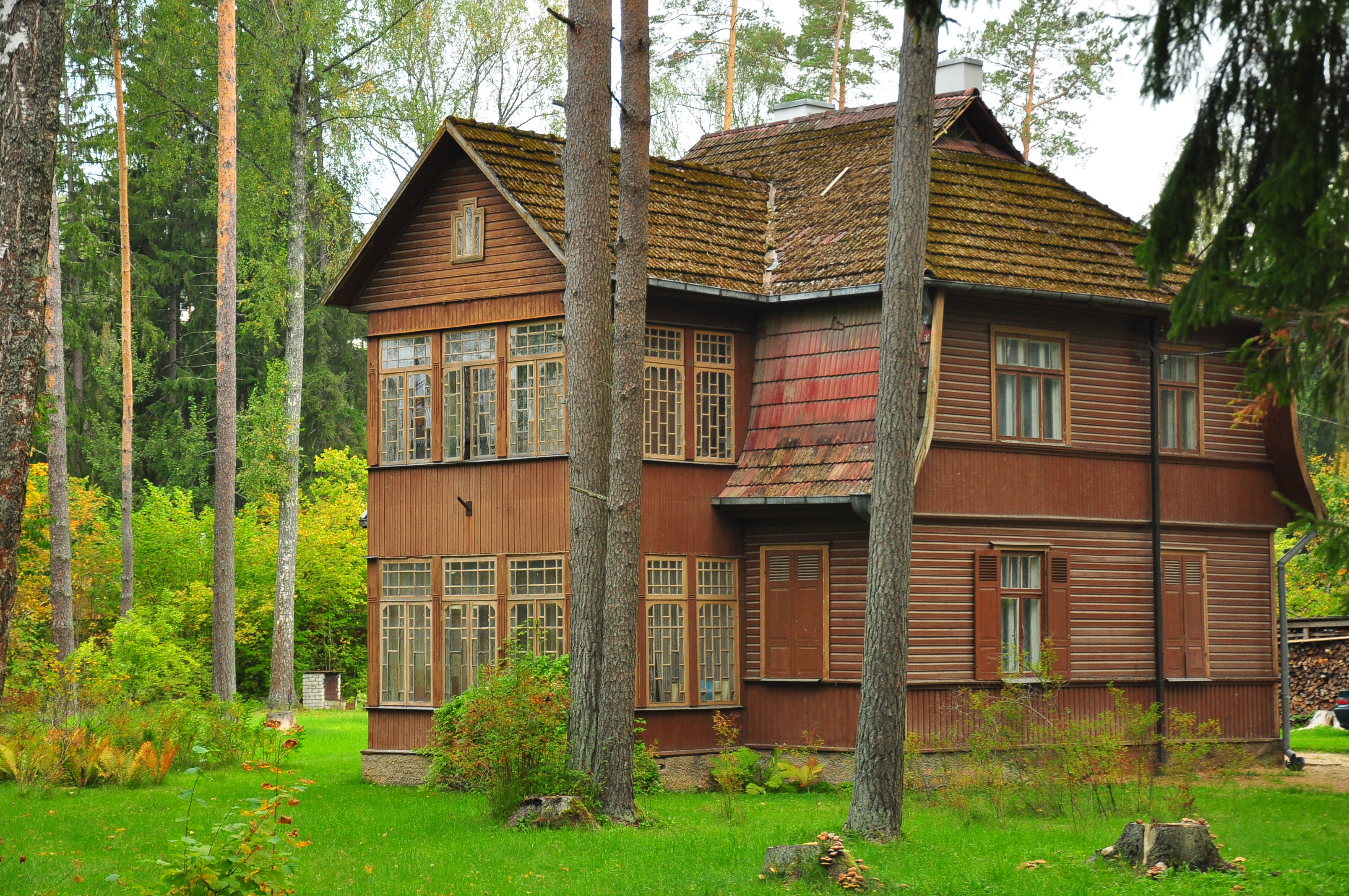
Жилой дом, улица Вапрамяэ 22
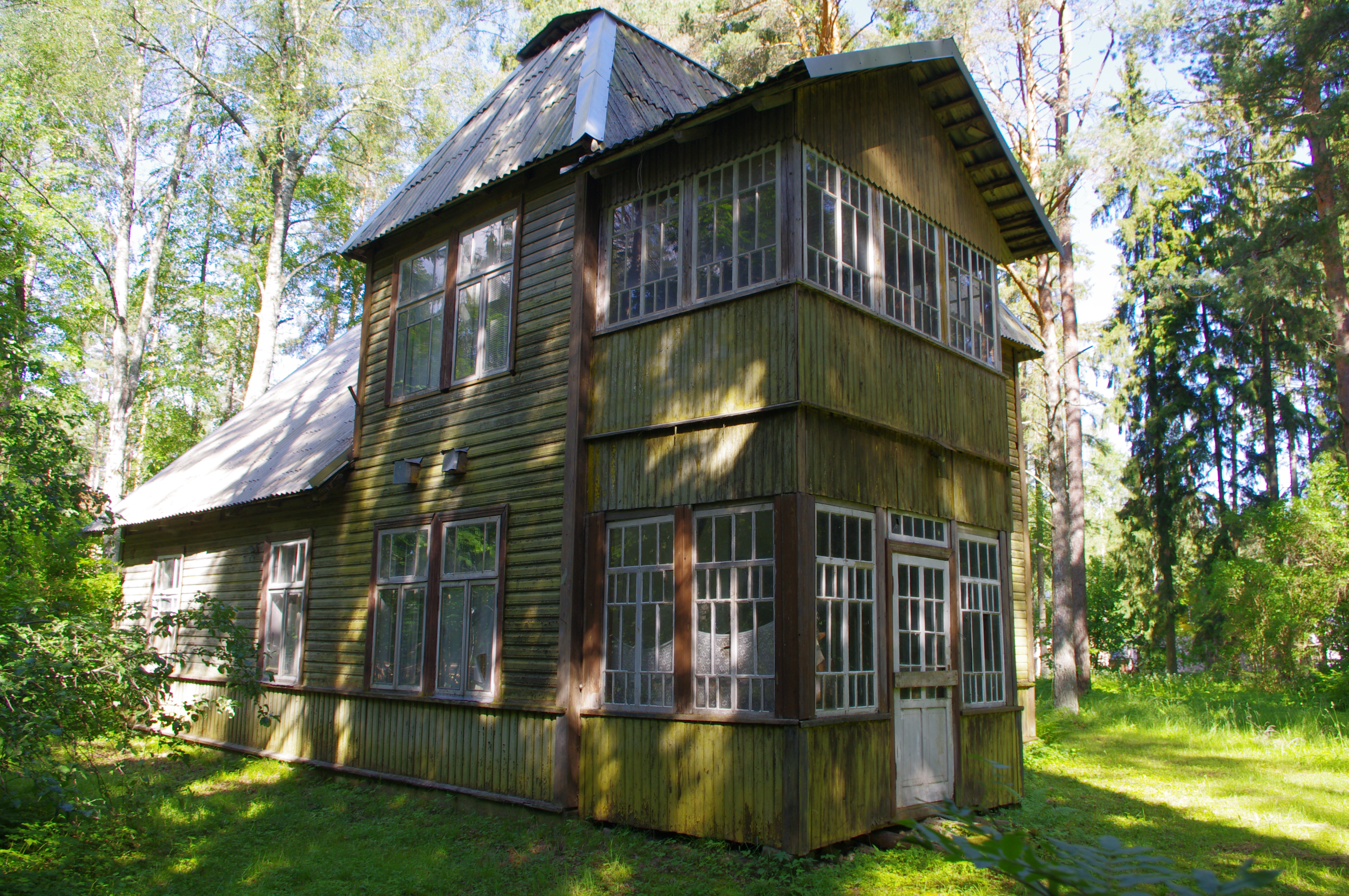
Жилой дом, улица Вапрамяэ 24
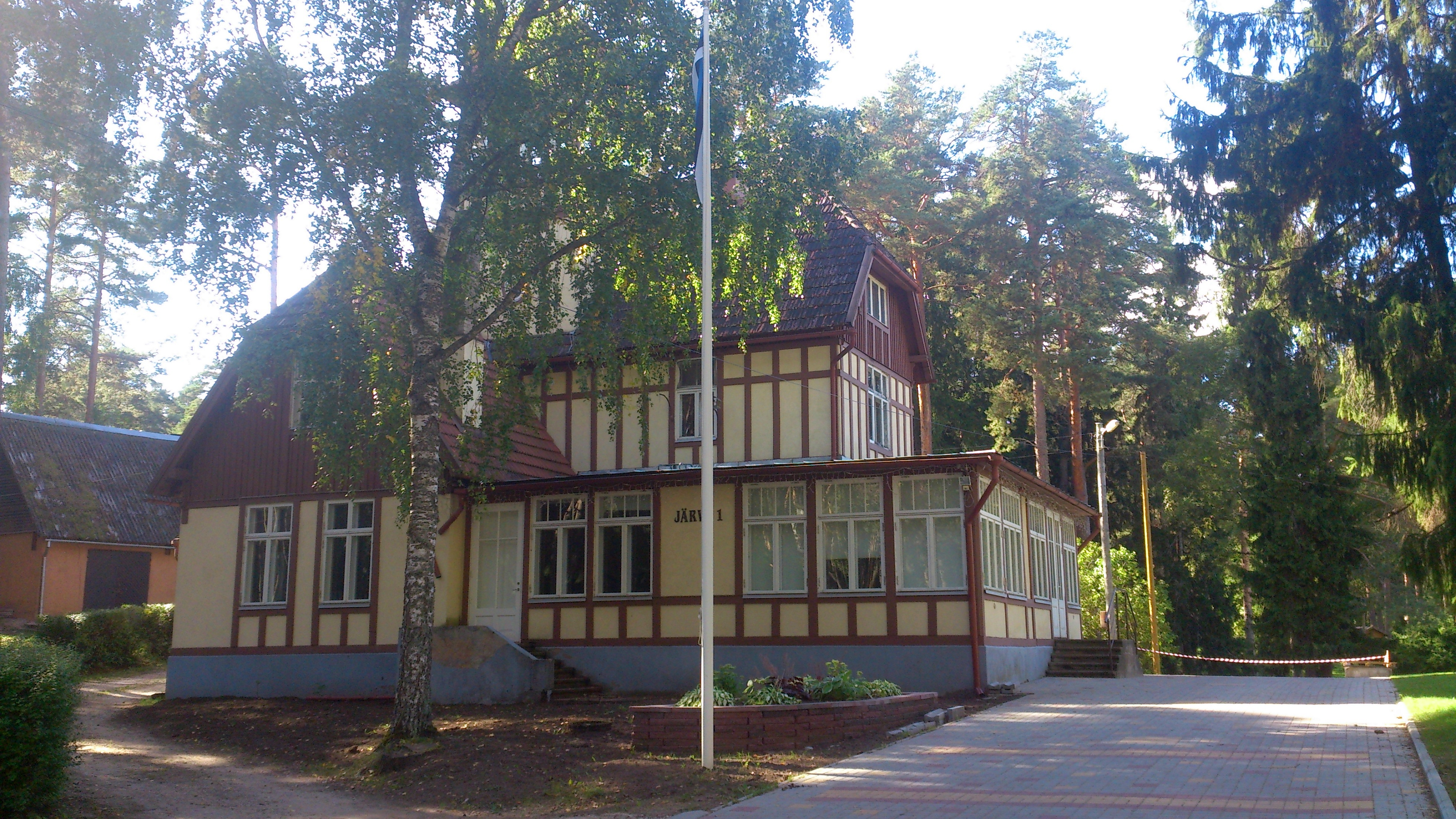
Бывшая дача врача В. А. Афанасьева, ныне — детский сад
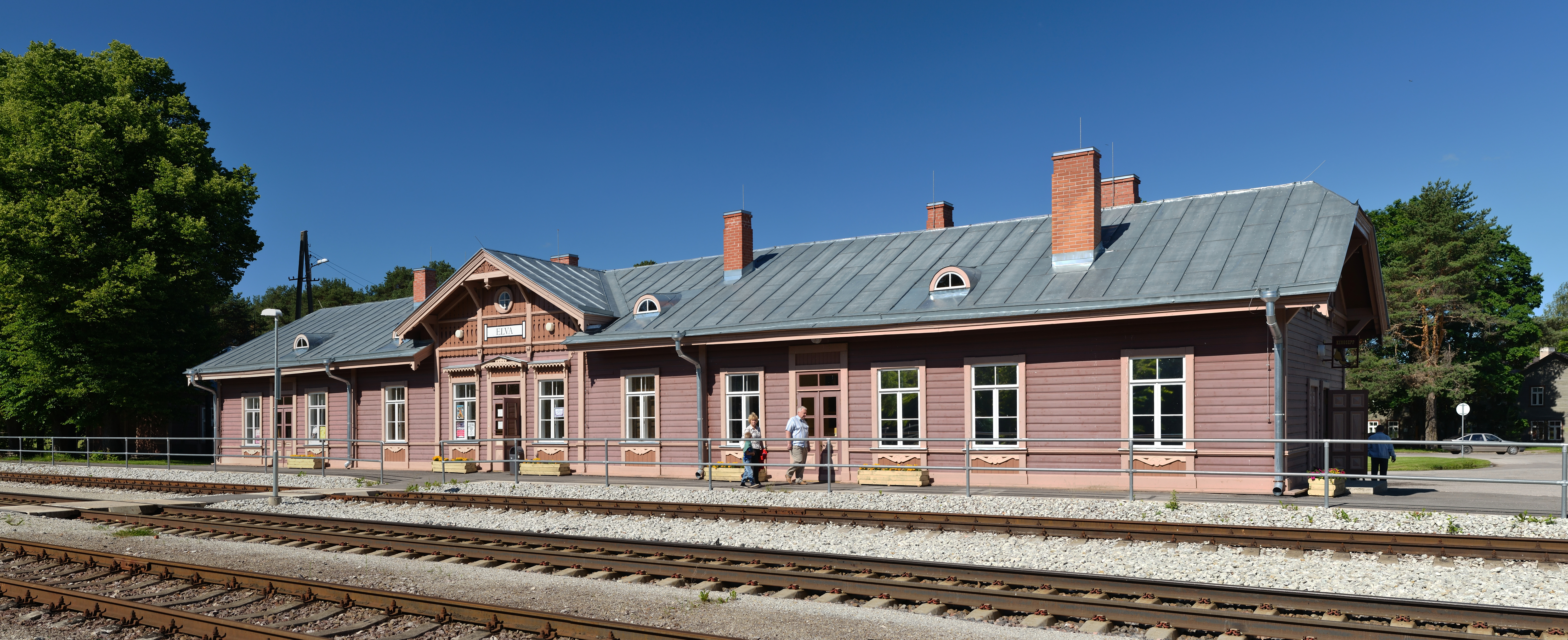
Железнодорожный вокзал
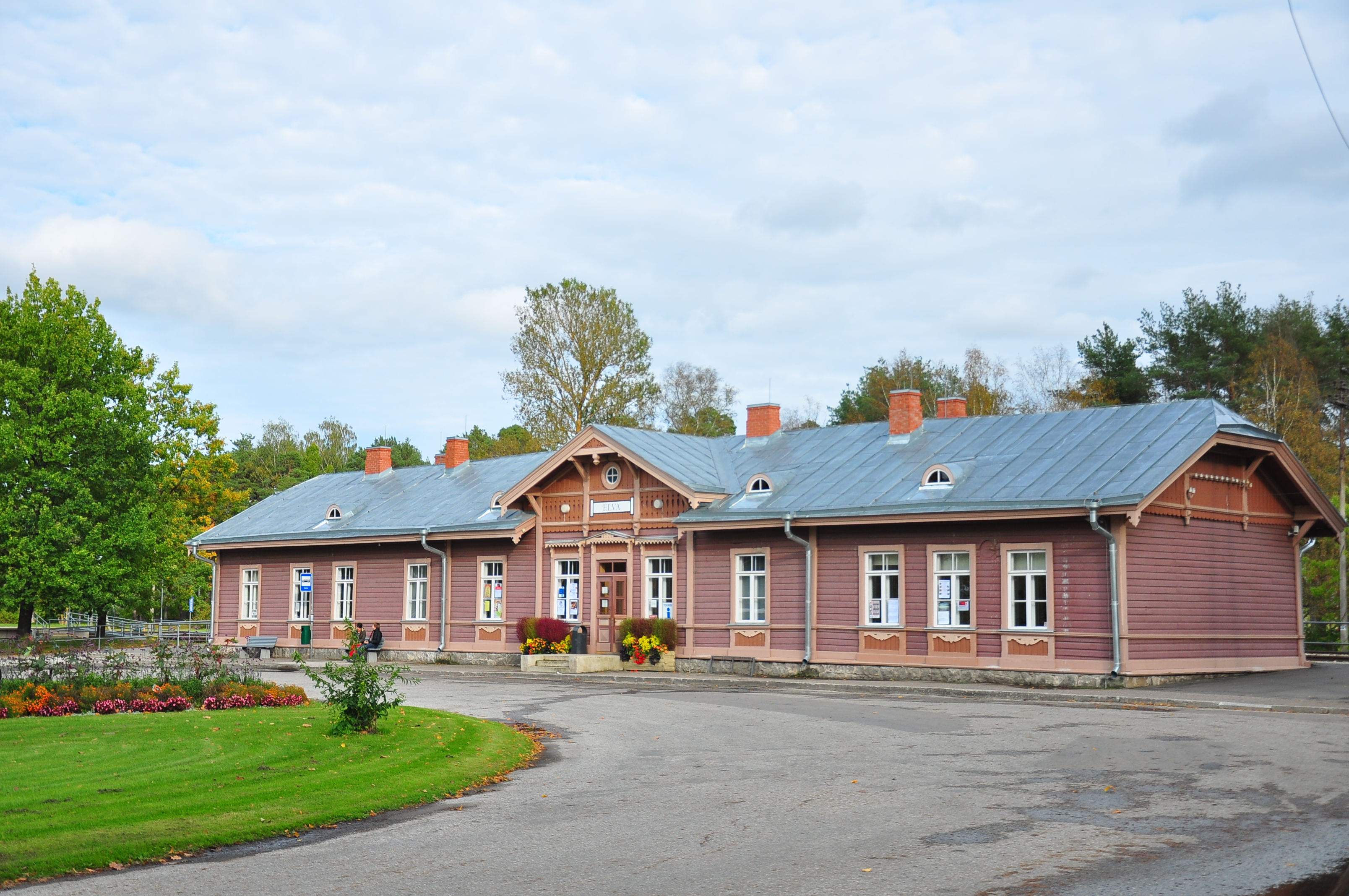
Железнодорожный вокзал, главный фасад
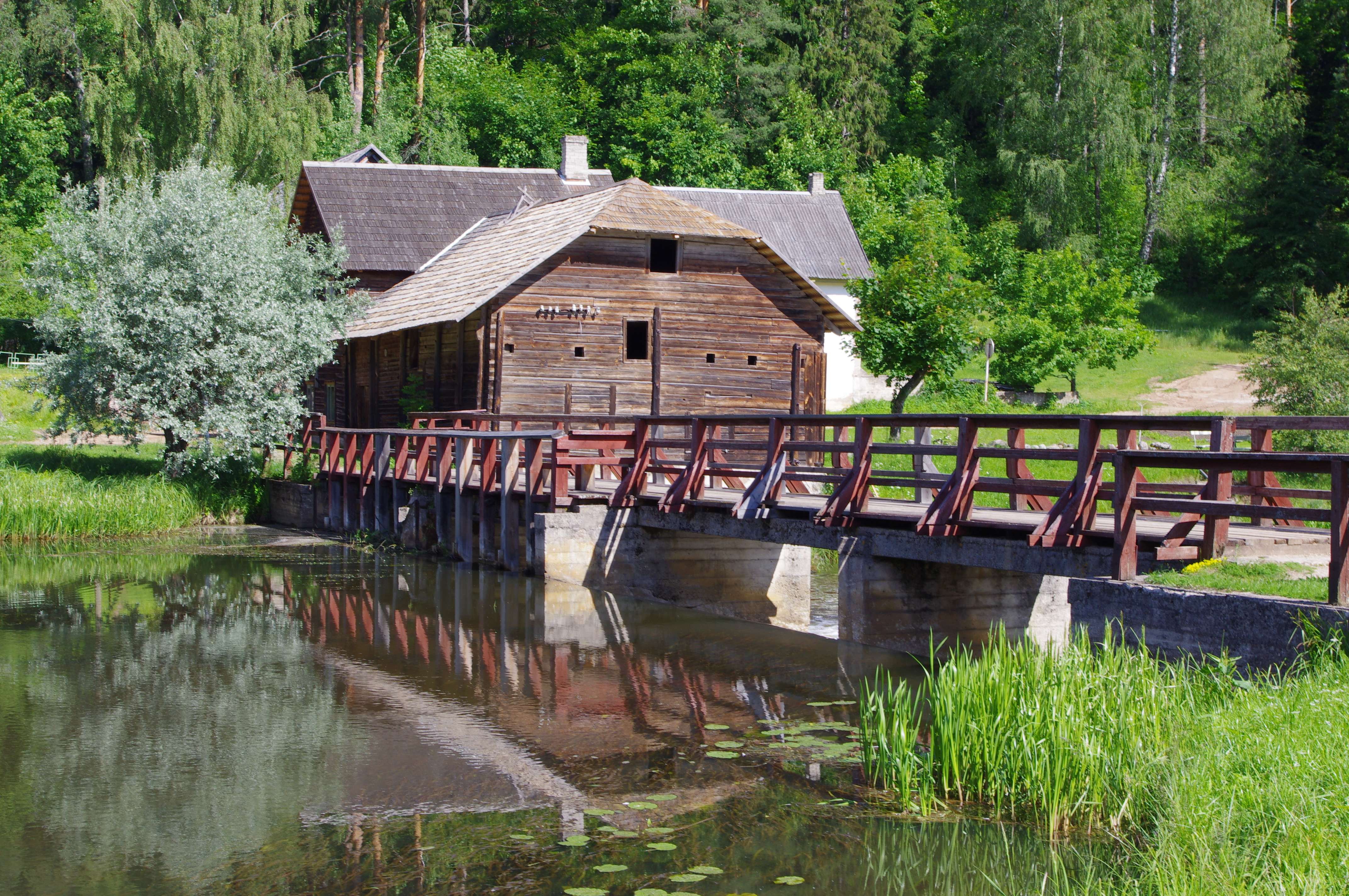
Водяная мельница Пеэду-Нути

## Галерея

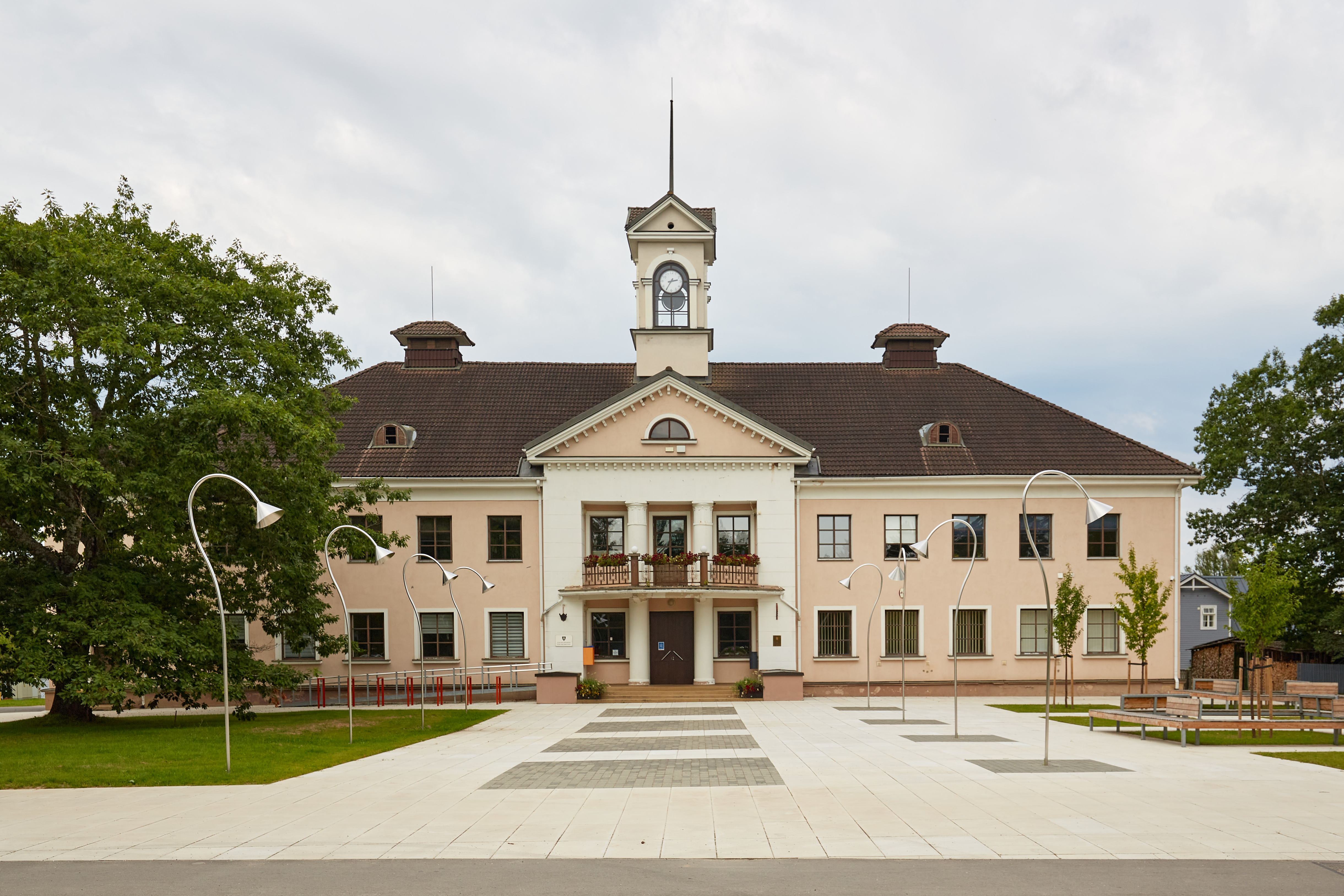
Здание волостной управы
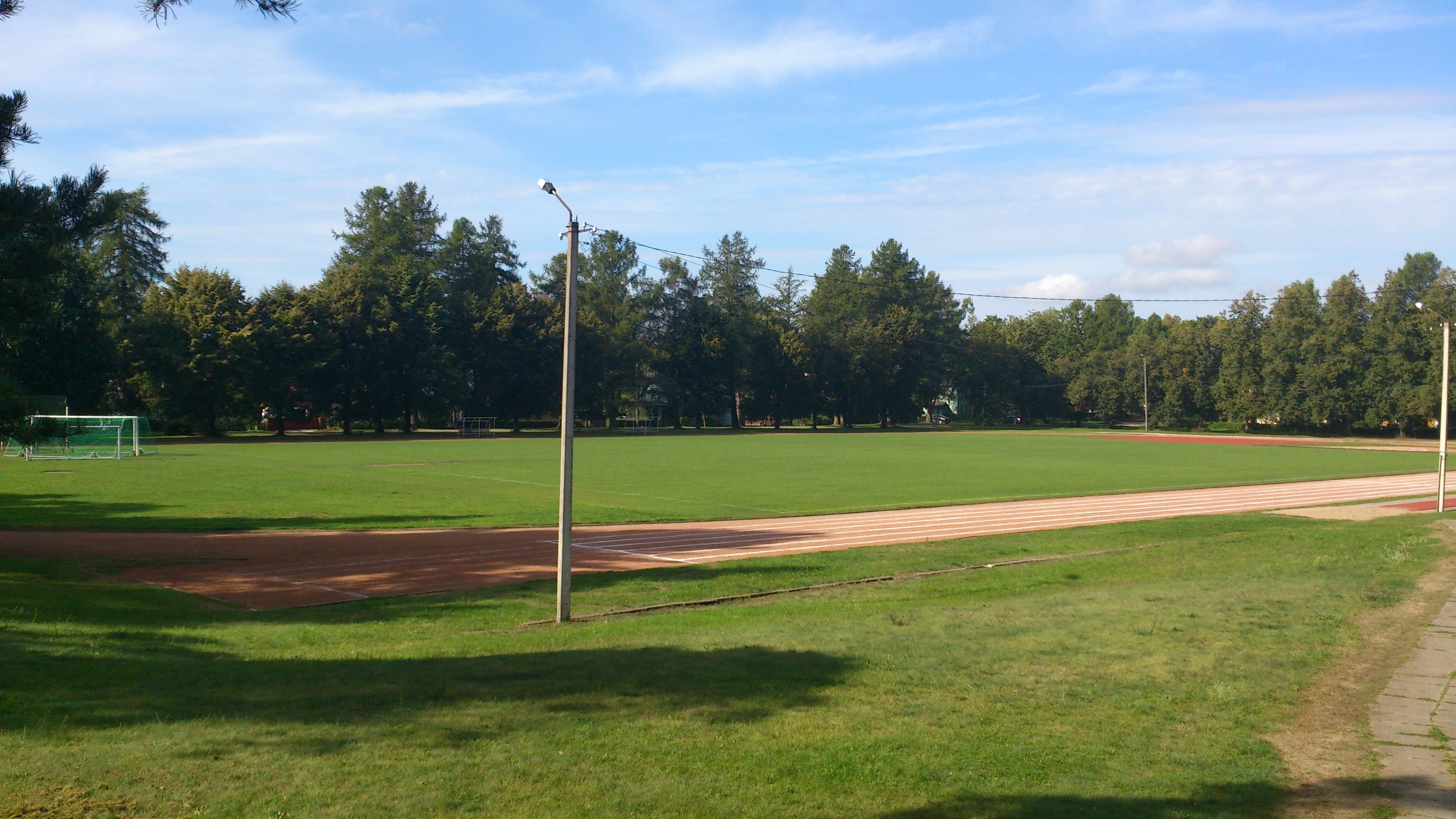
Городской стадион
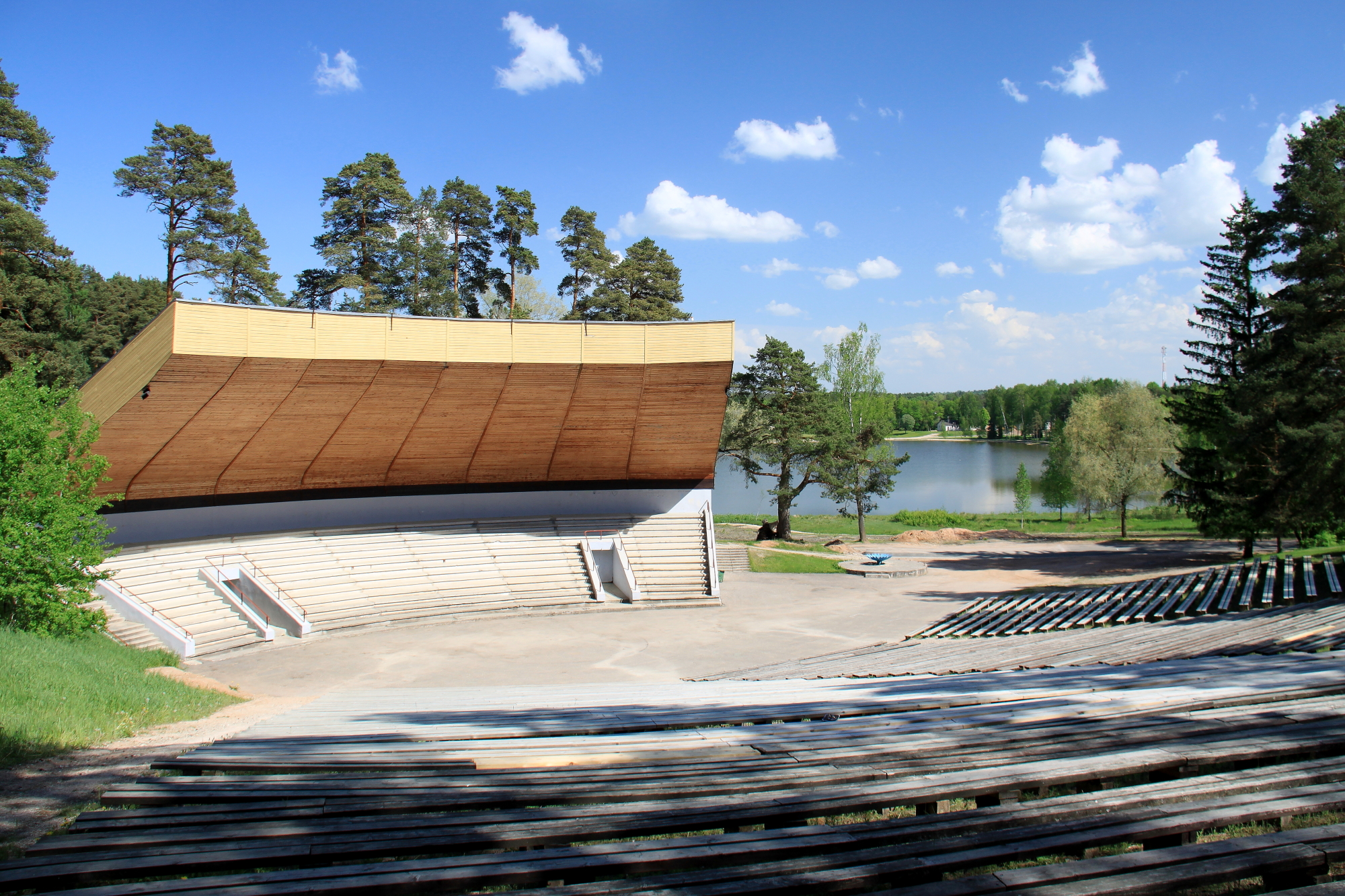
Городская певческая сцена и озеро Арби
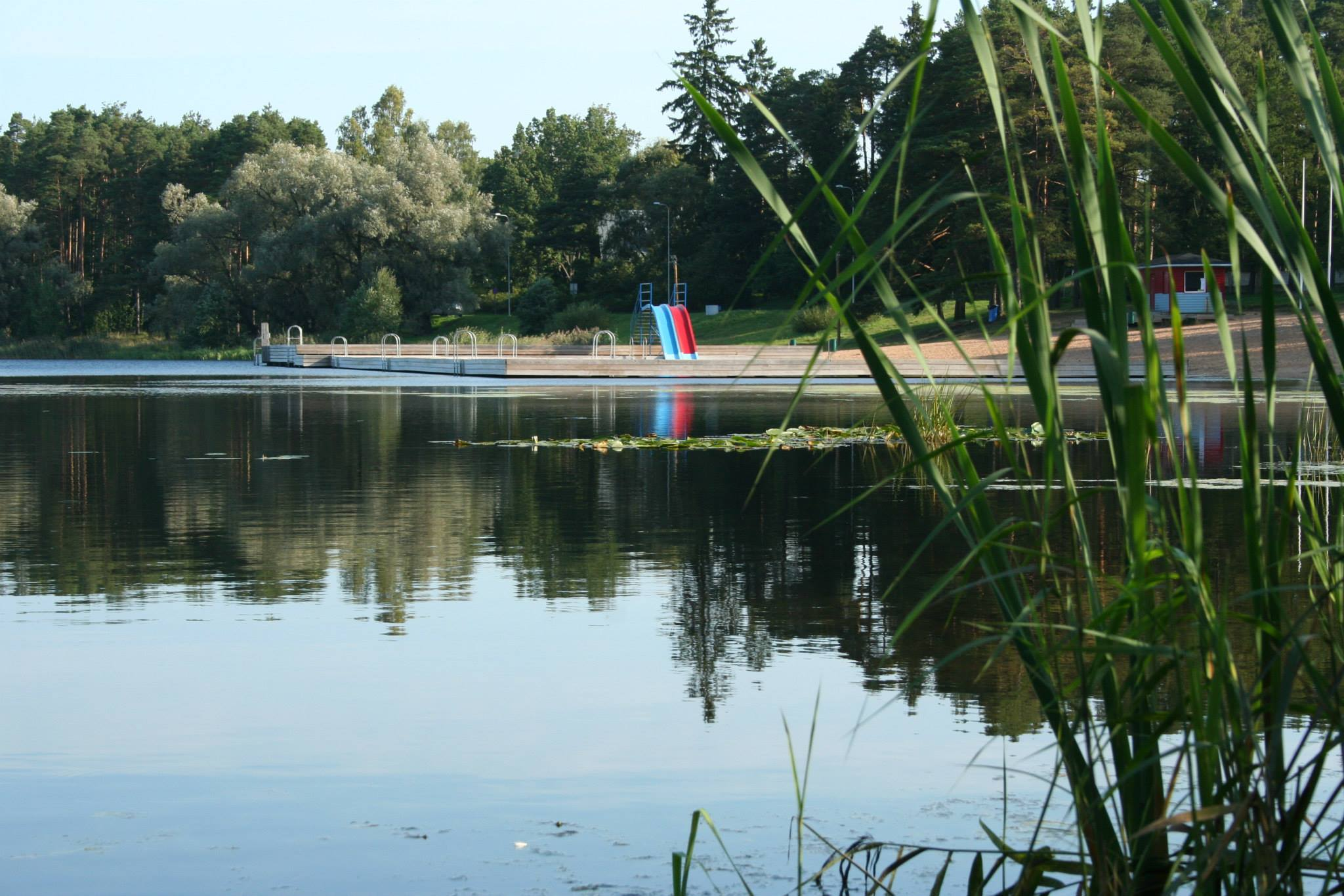
Озеро Вереви
Бюст Хуго Раудсеппа

## Комментарии
1. ↑  Эстонские топонимы, оканчивающиеся на -а, в русском языке не склоняются[8], а род получают по родовому слову, например, деревне присваивается женский род, хотя в эстонском языке нет категории рода.